# Rogers City (Míchigan)
Rogers City es una ciudad ubicada en el condado de Presque Isle en el estado estadounidense de Míchigan. Es sede del condado de Presque Isle. En el Censo de 2010 tenía una población de 2827 habitantes y una densidad poblacional de 130,77 personas por km².

## Geografía
Rogers City se encuentra ubicada en las coordenadas 45°25′4″N 83°48′17″O / 45.41778, -83.80472. Según la Oficina del Censo de los Estados Unidos, Rogers City tiene una superficie total de 21.62 km², de la cual 11.71 km² corresponden a tierra firme y (45.81%) 9.9 km² es agua.

## Demografía
Según el censo de 2010, había 2827 personas residiendo en Rogers City. La densidad de población era de 130,77 hab./km². De los 2827 habitantes, Rogers City estaba compuesto por el 97.31% blancos, el 0.6% eran afroamericanos, el 0.53% eran amerindios, el 0.74% eran asiáticos, el 0% eran isleños del Pacífico, el 0.04% eran de otras razas y el 0.78% pertenecían a dos o más razas. Del total de la población el 0.78% eran hispanos o latinos de cualquier raza.